# Jonathan Wolff
Jonathan Wolff, född 25 juni 1959, är en brittisk filosof och sedan 2016 Alfred Landecker Professor of Values and Public Policy vid Blavatnik School of Government vid Oxfords universitet, samt Governing Body Fellow på Wolfson College.
På  80-talet studerade Wolff under handledning av GA Cohen på UCL, innan han började arbeta på samma universitet. Innan han slutade hade han titeln Professor of Philosophy och Dean of Arts and Humanities på UCL. Wolff är specialiserad inom frågor som jämlikhet, sjukvårdsfilosofi, politisk bioetik och public policy. Han har skrivit om bland annat marxism, Karl Marx och Robert Nozick. Han är också förespråkare för en "engagerad" akademisk filosofi i kontakt med omvärlden och politiken och i samarbete med policymakare, i motsats till en "applicerad" filosofi.
Han har varit medlem av the Nuffield Council of Bioethics, the Academy of Medical Science:s arbetsgrupp om "Drug Futures", the Gambling Review Body, the Homicide Review Group, samt en extern medlem av Board of Science av the British Medical Association. Han hade länge en kolumn i The Guardian där han skrev om högre utbildning. Ofta deltar han i radioprogram och poddcaster inom sina expertisområden. Han har ett populärt Twitter-konto där han skriver om filosofi, akademin och brittisk och global politik.
I Sverige har två böcker av Wolff publicerats på Bokförlaget Daidalos. En av dem är Varför läsa Marx idag? i översättning av Henrik Gundenäs. 2017 höll han ett (inspelat) föredrag på Institutet för framtidsstudier i Stockholm om filosofi och public policy, där han diskuterade möjligheterna för filosofer att ha ett positivt och reellt inflytande över politiken.